# 2018年香港立法會補選民主派初選
2018年香港立法會補選民主派初選，或2018年香港立法會補選泛民主派初選、簡稱2018年民主派初選，是指民主派就2018年3月香港立法會補選，在九龍西及新界東兩地區各選出一人代表民主派參予是次補選的初選機制，並定立初選勝出者被政府取消參選資格時之替補方法。

## 背景
2016年10月12日，第六屆香港立法會舉行宣誓儀式。政府其後分別就游蕙禎、梁頌恆及劉小麗、梁國雄、羅冠聰、姚松炎六人的宣誓入稟，要求法庭頒令各人宣誓無效並撤銷其議員資格。高等法院裁決六人宣誓無效，且自宣誓當日起喪失議員資格。劉小麗和梁國雄就裁決提出上訴，其餘游蕙禎（九龍西區）、梁頌恆（新界東區）、羅冠聰（香港島區）、姚松炎（建築、測量、都市規劃及園境界功能界別）四人的司法程序則已完成，需要於進行補選。
為增加勝算及避免分裂，民主派將於是次補選前進行「初選」，於每地方選區協調出一位候選人。初選由協調民主派選舉安排的組織「民主動力」負責。
初選機制分為三部份，第一部分是「隨機電話調查」，佔45%，民主動力將委託港大民意研究計劃在2017年12月中至2018年1月中進行，在新界東和九龍西分別訪問約1,000名選民，調查他們的投票意向，包括首兩名支持的人選、決定投票意向的因素和支持的政治光譜。獲得第一和第二選擇的候選人分別獲得3票和1票。
第二部分是「實體投票」，佔45%，讓所屬選區的選民在2018年1月14日進行投票，九龍西設3個票站，新界東設5個票站。
第三部分是「組織投票」，佔10%，由多個政團代表投票表達意向，民主動力於2017年12月10日舉辦初選論壇，讓參選人向組織代表爭取支持，各組織可派5名代表參與初選論壇，並在論壇後投票。

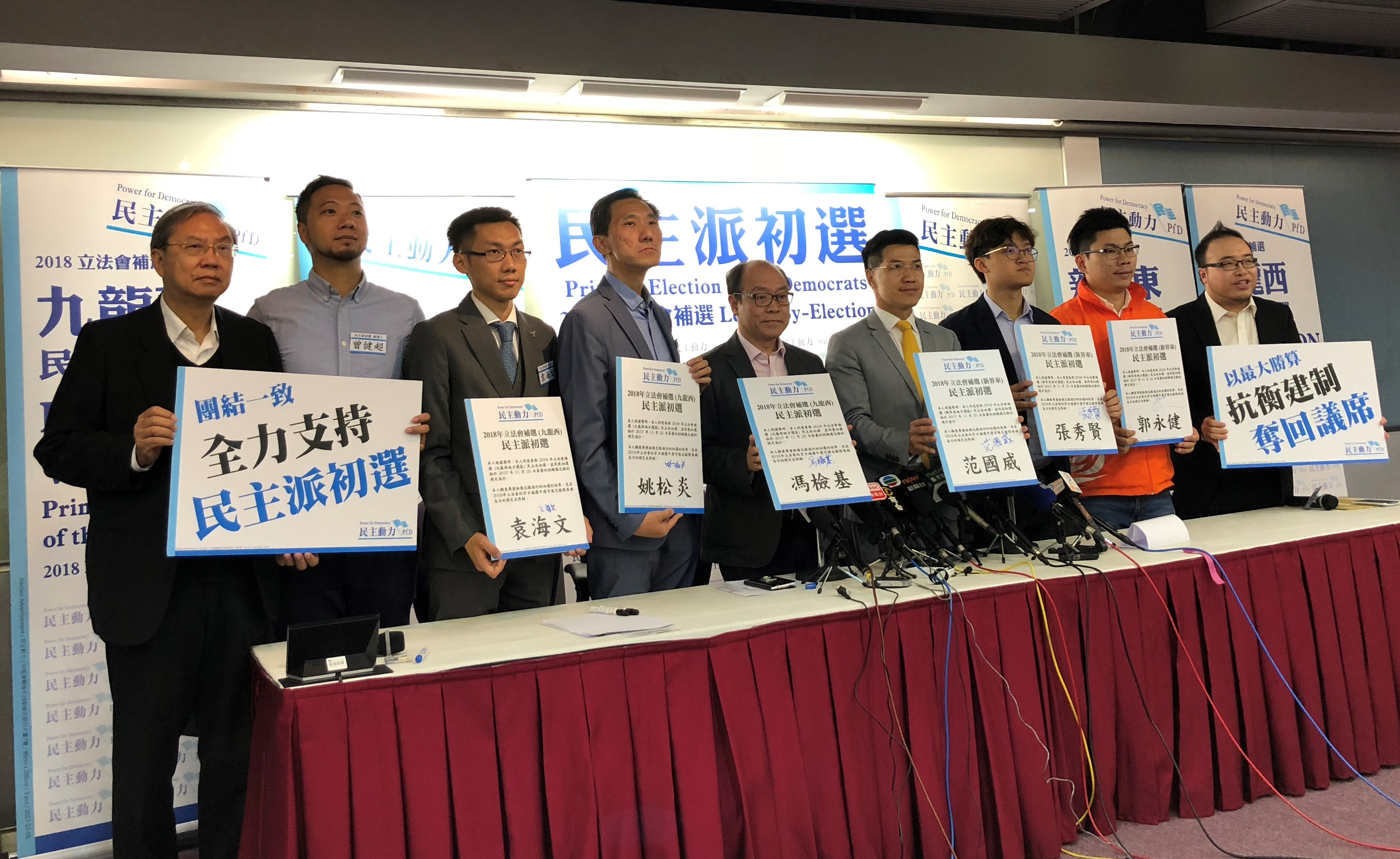
12月5日記者會上，民主派公佈初選安排

「民主動力」於2017年12月5日召開記者會，決定初選候選人。初選結果於2018年1月15日公佈。

## 香港島地方選區
香港島沒有初選安排。民主動力召集人趙家賢表示，因宣誓風波被取消資格的香港眾志主席羅冠聰，所屬的香港眾志是民主派協調會議的成員之一，會議當中有共識，被取消議席的前議員未能參選的話，他的所屬組織有推選候選人參與補選的權利。按道理民主動力將會支持香港眾志推舉的候選人，即周庭；周庭被褫奪參選資格，香港眾志便實行後備方案，推舉區諾軒以民主派獨立參選人身份參選。

## 九龍西地方選區
九龍西地方選區三位初選候選人如下：
- 馮檢基（民 民協）
- 姚松炎（專業議政）
- 袁海文（ 民主黨）

| 初選候選人 | 電話調查        | 實體投票          | 組織投票       | 總分    | 名次  |
| ---------- | --------------- | ----------------- | -------------- | ------- | ----- |
| 馮檢基     | 633票（32.68%） | 2,036票（16.41%） | 16票（14.29%） | 23.52分 | 第2名 |
| 姚松炎     | 938票（48.43%） | 9,780票（78.83%） | 78票（69.64%） | 64.22分 | 第1名 |
| 袁海文     | 366票（18.89%） | 591票（4.76%）    | 18票（16.07%） | 12.25分 | 第3名 |

另外，曾健超（無黨派）亦曾表態有意參選，惟於記者會當日宣布退選。

## 新界東地方選區
新界東三位初選候選人如下：
- 范國威（新民主同盟）
- 郭永健（工黨）
- 張秀賢（立言香港）

| 初選候選人 | 電話調查        | 實體投票          | 組織投票       | 總分    | 名次  |
| ---------- | --------------- | ----------------- | -------------- | ------- | ----- |
| 張秀賢     | 305票（20.13%） | 2,460票（18.08%） | 25票（21.74%） | 19.37分 | 第3名 |
| 范國威     | 923票（60.92%） | 8,089票（59.45%） | 34票（29.57%） | 57.12分 | 第1名 |
| 郭永健     | 287票（18.94%） | 3,058票（22.47%） | 56票（48.70%） | 23.51分 | 第2名 |

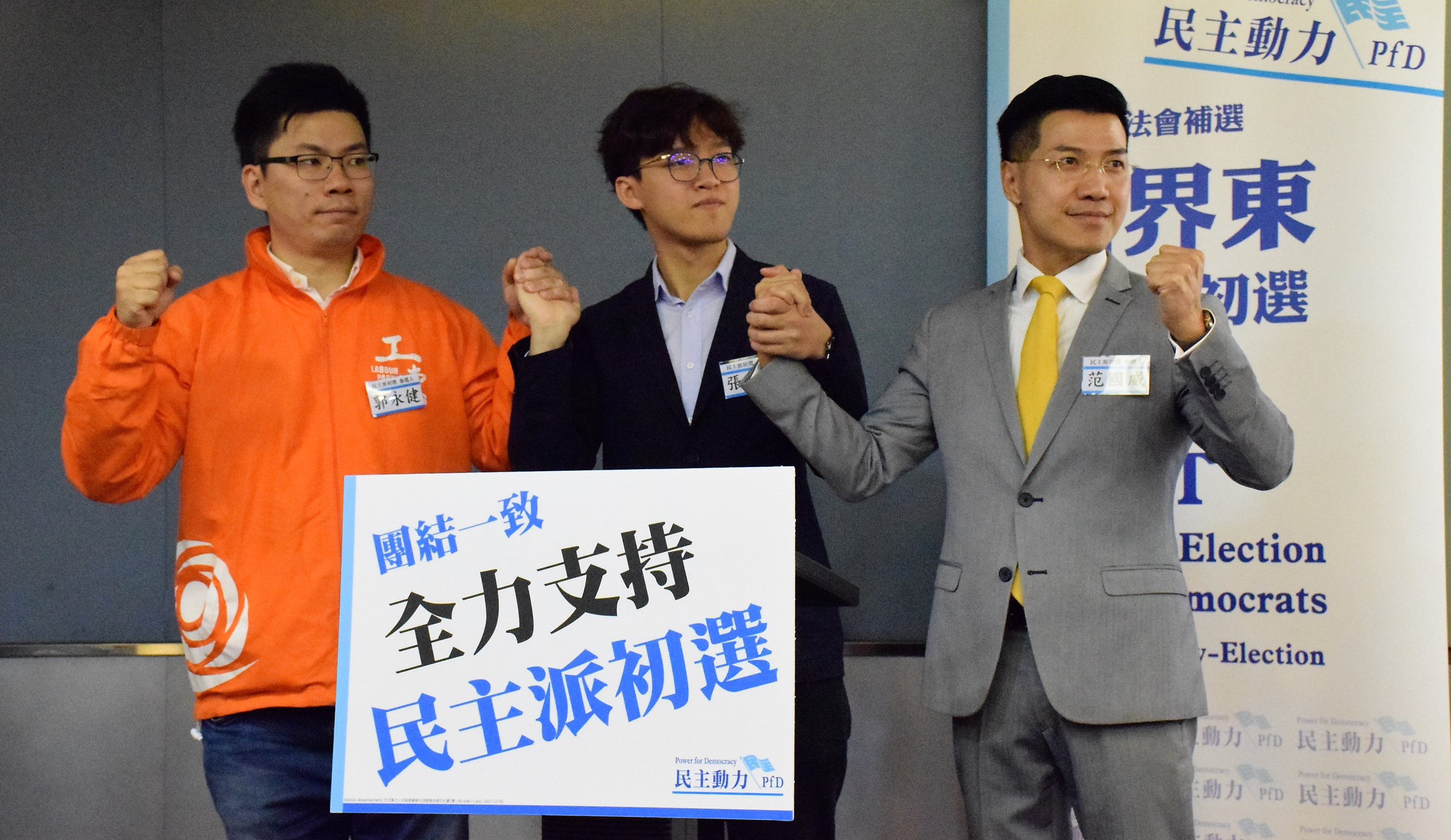
參與民主派新界東地方選區初選的3名參選人：（左起）郭永健、張秀賢、范國威

另外，陳國強（正義行動）亦曾表態有意參選，惟報名失敗。

## 另見
- 2007年香港立法會港島選區補選泛民主派初選
- 2012年香港特別行政區行政長官選舉泛民主派初選
- 2020年香港立法會選舉民主派初選